# Sigurd Leeder

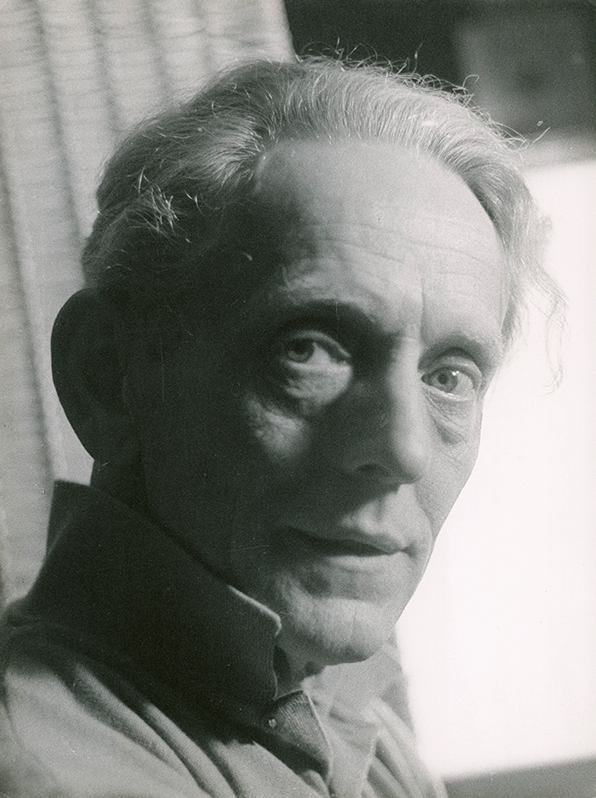
Sigurd Leeder

Sigurd Leeder (* 14. August 1902 in Hamburg; † 20. Juni 1981 in Herisau, eigentlich Carl Eduard Wilhelm Leder) war ein deutscher Tänzer, Choreograf und Tanzpädagoge, der zusammen mit Kurt Jooss an der Folkwangschule in Essen und in Dartington Hall in Devon, England die Jooss-Leeder-Methode erarbeitete und maßgeblich an der Entwicklung und Verbreitung der Kinetographie Laban beteiligt war. Von 1964 bis zu seinem Tode führte er die Sigurd Leeder School of Dance in Herisau.

## Biografie

### 1902–1923
Sigurd Leeder wurde in Hamburg in ein nicht-künstlerisches Umfeld hineingeboren. Schon als Kind entdeckte er sein Talent, durch Bewegung Geschichten zu erzählen, indem er einer taubstummen Spielkameradin Rollen vorspielte. Als begabter Zeichner absolvierte er eine Grafiker-Ausbildung an der Hamburger Kunstgewerbeschule. Dort begeisterte er seine Mitschüler mit Improvisationsstunden und entwarf erste Tanzsoli. Der 18-Jährige setzte innere Bewegtheit und bildhafte Vorstellungen in tänzerische Bewegung um, er kann also als exemplarischer Vertreter des expressionistischen Ausdruckstanzes gelten. Später lehnte er diesen Epochen- und Stilbegriff vehement ab. Er war überzeugt, dass jede Tanzform ihren spezifischen Ausdruck hat, und bevorzugte die Bezeichnung Zentraleuropäischer Tanz für sein Tanzschaffen.
Als Tänzer war Leeder Autodidakt; er weigerte sich im väterlichen Steindruck-Geschäft zu arbeiten und ließ sich als Schauspieler und Tänzer an die Hamburger Kammerspiele engagieren. Ab 1921 trat er mit eigenen Choreografien auf, später tanzte er in den Jahren 1922/23 in Jutta von Collandes Truppe.

### 1924–1947

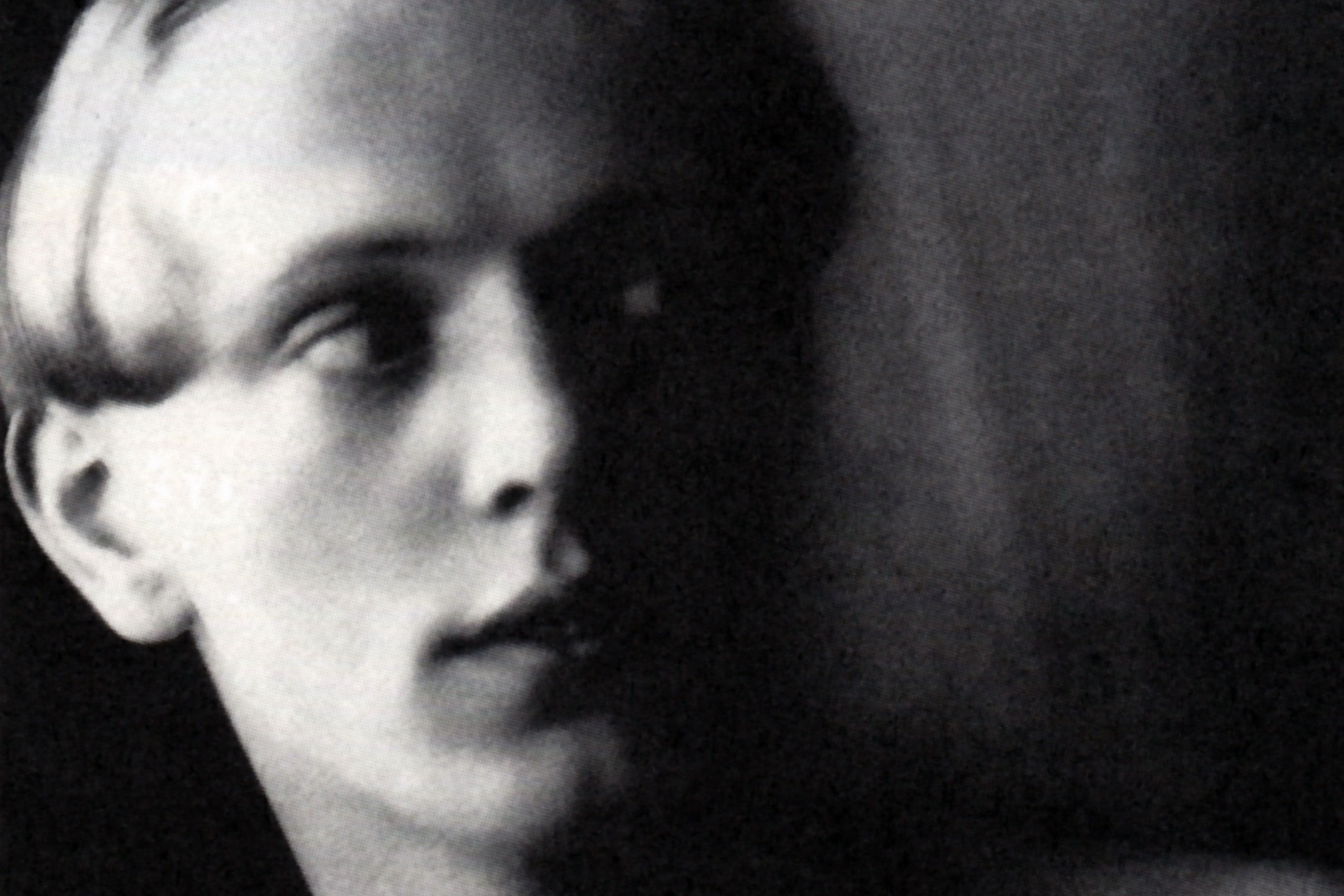
Sigurd Leeder

1924 führte die Begegnung mit Kurt Jooss zu einer lange dauernden künstlerischen und kurzen privaten Partnerschaft. Sie taten sich zusammen, gingen auf Tournee mit dem Programm „Zwei Tänzer“ und traten in Duetten wie „Bizarrer Zweitanz“ auf. Als Solist und Pädagoge begleitete Leeder Jooss nach Münster und 1927 als Fachlehrer und Kodirektor an die Folkwangschule Essen. Vom Laban-Schüler Jooss wurde Leeder mit den Ideen Rudolf von Labans vertraut gemacht. Gemeinsam erarbeiteten die beiden eine professionelle Ausbildungsmethode auf der Basis dieser Theorien zu Choreutik und Eukinetik. Einen wichtigen Platz im Lehrplan hatte auch die Kinetografie Laban, an deren Verfeinerung und Verbreitung Leeder mitwirkte. Neben der Pädagogik tanzte er in den Werken von Jooss mit der Folkwang Tanzbühne Essen und später den Ballets Jooss.
Im Frühling 1934 emigrierte Leeder mit einer beträchtlichen Schülerschar aus Essen nach Dartington Hall in Devon, England. Bis 1939 unterrichtete er dort an der Jooss-Leeder-School of Dance und leitete das zugehörige Dance Theatre Studio. Im Sommerkurs 1935 entstand die Choreografie „Danse Macabre“. Berühmte Absolventen waren Hans Züllig, Ann Hutchinson, Birgit Cullberg, Simone Michelle, Tim Rubidge und Jeanne Brabant… Die Berufsausbildung sowie die Ferien- und Weiterbildungskurse umfassten immer auch das Unterrichtsfach Notation zur Verschriftlichung von Choreografien und Tanzetüden. Analog zu Etüden im Musikunterricht schuf Leeder Tanzetüden, die mehr enthalten als Enchainements. Sie sind komplex strukturiert, kombinieren zwei oder mehr heterogene Bewegungselemente und thematisieren Aspekte und Ablaufmöglichkeiten von Bewegungsfolgen im Hinblick auf Bedeutungsveränderungen. So kontextualisieren sie Bewegungsmaterial und bilden als Ganzes eine praktische Pädagogik der Tanzkomposition.
Der Ausbruch des Zweiten Weltkriegs bedeutete die Auflösung der Schule. Leeder wurde als feindlicher Ausländer auf der Isle of Man interniert und 1941 freigelassen. Auch Jooss wurde nicht mehr der Spionage verdächtigt. Die Neugründung des Jooss-Leeder-Dance Studio fand 1941 in Cambridge statt. Ab 1942 traten auch die Ballets Jooss wieder auf – mit Jooss, Leeder, Hans Züllig, Rolf Alexander, Noëlle de Mosa, Ulla Söderbaum, Maja Kübler, Peter Wright und anderen Schülern als Tänzer. Im Zentrum des Repertoires blieb die 1932 preisgekrönte Choreographie „Der Grüne Tisch“ von Jooss, der seit der Premiere in Paris bis 1947 mehr als 3000 mal aufgeführt wurde. Von Leeders Choreografien wurde zum Beispiel „Sailor's Fancy“ gezeigt. 1947 löste Jooss seine Truppe auf und kehrte nach Essen an die Folkwangschule zurück.

### 1947–1981
Nach der letzten Amerika-Tournee und kurz vor der Auflösung der Ballets Jooss trennte sich Leeder nach 23 Jahren Zusammenarbeit von Jooss und gründete 1947 seine eigene Sigurd Leeder School of Dance und die Sigurd Leeder Studio Group in London. Sein Einfluss auf den damaligen modernen Tanz in London war groß, bot doch im Nachkriegsengland allein seine Schule eine dreijährige Vollzeitausbildung zum modernen Tanzschaffenden an. Es kamen auch Schauspieler, Filmstars und Opernsänger. Leeder war gefragt in der britischen Theaterszene. Ein wichtiger Schüler war Jean Cébron.
Ab 1950 reiste er als beliebter Gastlehrer für Weiterbildungs- und Ferienkurse nach Belgien, Schweden und in die Schweiz. So unterrichtete er zwischen 1953 und 1957 viermal an den Sommerkursen des Schweizerischen Berufsverbandes für Tanz und Gymnastik im Zürcher Rigiblick.
1960 folgte Leeder einer Einladung der Universität von Santiago de Chile und leitete dort vier Jahre lang die Tanzabteilung.
1964 kehrte er nach Europa zurück und machte Grete Müllers Vorbereitungsschule im schweizerischen Herisau zur Hauptschule. An der Sigurd Leeder School of Dance in Herisau vermittelte der geniale Pädagoge seine erprobte Ausbildungs-Methode weiterhin einer internationalen Schülerschar, schuf Choreografien wie „Akzente“, „Mobile“, „Die Pforte“. Sein Unterricht blieb mit den Fächern Tanztechnik, Choreutik, Eukinetik, Improvisation, Tanznotation und den Bühnenfächern Kostüm- und Maskenanferigung, Bühnenbild und Beleuchtung, Plakat- und Programmgestaltung umfassend. In den letzten Lebensjahren arbeitete er neben dem Unterrichten vor allem an seinen Notationen. Er redigierte einige, versah sie mit Anmerkungen und publizierte sie – nicht ohne selbst entworfene Covers.
Mitten aus der Arbeit starb Leeder am 20. Juni 1981 in Herisau.

## Werke (Auswahl)

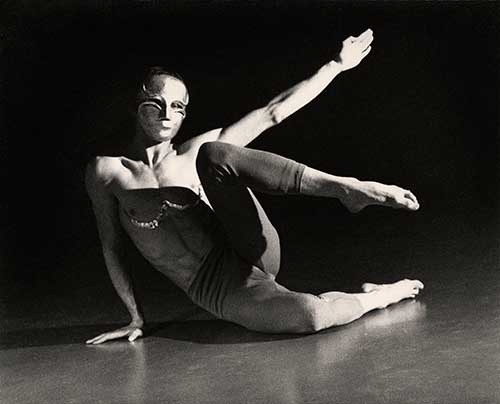
Sigurd Leeders "Mobile" getanzt von Ueli Kohler, 1975

### Choreografien
- Tanz ohne Musik (1920)
- Maskentanz (1924)
- Nachtstück (1926)
- Asiatische Melodie (1926)
- Der Gläubige Landmann (1933)
- Dance Macabre (1935)
- Donna Clara (1937)
- Sailor's Fancy (1943)
- Der Gefangene Vogel (Toccata) (1949)
- Bolero (1950)
- Nocturne (1952)
- Figura Tragica (1952)
- Rübezahl (1953)
- Tropische Stimmung (1972)
- Von fremder Art I-IV (1972-74)
- Akzente (1972)
- Mobile (1975)
- Die Pforte (Alkan) (1977)

### Pädagogische Tanzetüden
- 1928–1976 über Choreutik, Eukinetik und Tanztechnik

### Notationen

#### Manuskripte
- Nachtstück (in einer eigenen Notation nach Rudolf von Laban: Choreographie I, Jena 1926)
- Der Gläubige Landmann (1933)
- Bolero (1950)
- 1928–1980 über 2000 Seiten von Notationen (Choreografien und Tanzetüden)

#### Publikationen
- Choreutics study based on the Icosahedron. Music by Johannes Brahms. 1976
- Die Pforte. (The Gate) A Group Dance for 14 People. Music by Alkan. Herisau 1978
- Danse Macabre. A Group Dance for 18 People. Music by C. Saint-Saëns. Herisau 1980 (BR 269)
- Homogeneous tension 69. Music by Matheson. 1969
- Mobile. A Solo Dance. Music by Henrico Albicastro. Herisau
- Portuguese. Music by John Colman. 1979
- Space diagonals 72. Music by Dohnany. 1973
- Swing study 65. Music by Pina Harding. 1965
- Tango 34. Music by John Colman. 1979
- Tropische Stimmung (Tropical Mood). A Group Dance for 5 Girls. Herisau

## Filmaufzeichnungen
Danse Macabre. 1935